# 保罗·豪
保罗·豪（英語：Paul Howe，1968年1月8日—），英国男子游泳运动员。他曾代表英国参加1984年、1988年和1992年夏季奥林匹克运动会游泳比赛，其中1984年奧運會获得一枚铜牌。